# 張玄靚
張 玄靚（ちょう げんせい）は、五胡十六国時代の前涼の第8代君主。字は元安。父は第5代君主張重華。

## 生涯

### 君主に擁立
建興38年（350年）、張重華の末子として生まれた。父の死後はその子で張玄靚の兄であった張耀霊が君主の地位を継いだが、間もなく伯父の張祚がその地位を簒奪した。建興42年（354年）1月に張祚が涼王を称すると、張玄靚は涼武侯に封じられた。和平2年（355年）7月、宗族である河州刺史張瓘・驃騎将軍宋混らが張祚の誅殺と張耀霊の復位を掲げて挙兵すると、張祚は張耀霊を殺害してしまった。 張祚の側近であった趙長・張璹らは宋混の側に寝返えると、皇太后の馬氏の名を用いて張祚を廃し、張玄靚を新たな君主に立てると宣言した。
その後張祚は入殿してきた宋混らの軍に殺害され、趙長・張璹らもまた殺害されたため、張玄靚は宋混・張琚らによって正式に君主に立てられ、持節・大都督・大将軍・護羌校尉・涼州牧・西平侯とされた。また、張祚の代より始まった和平の元号を廃し、それまで用いられていた西晋の最後の元号である建興を再び用いて建興43年と号し、領内に大赦を下した。さらに張祚を庶人の礼で葬り、その子2人を処刑した。

### 張瓘の時代
張玄靚の即位当初の間は張瓘が実権を握っており、張瓘は張玄靚を推戴して使持節・大都督・大将軍・涼王とし、自らは衛将軍として兵1万を領し、使持節・都督中外諸軍事・尚書令・涼州牧・張掖公・行大将軍事となり、また宋混を尚書僕射として役人の任官・免官を委ねた。即位の同月の内に、隴西の李儼は前涼を離れて自立し、多くの民衆がこれを歓迎し李儼の下に集った。張玄靚・張瓘は李儼討伐の軍を送ったが、これを打倒する事はできなかった。また建興44年（356年）1月、張玄靚・張瓘は前秦の使者らに脅迫によって前秦への降伏を迫られ、これを受諾したため前涼は前秦の従属化に入り、張玄靚は前秦より爵位を授かった。
張瓘・張琚の兄弟は自らの勲功・威勢に驕るようになり、また兄の張瓘は賞罰を全て自らの好みで決定し綱紀を乱したため、次第に人心は離れていった。輔国将軍の宋混は忠硬な性格であったので、張瓘はその存在を恐れ、弟の宋澄ともども誅殺を目論み、遂には張玄靚を廃立して自ら王に即位しようと目論むようになった。建興47年（359年）6月、張瓘は宋混誅殺の為、兵数万を姑臧に集結させたが、宋混はこれを事前に察知し、弟の宋澄と共に壮士40騎余りを率いて南城へ入ると、諸陣営へ対して「張瓘が造反を企てた。太后の命によりこれを誅殺する」と宣言した。すると、すぐに2千余りの兵が集った。張瓘はこれを知ると兵を率いて出撃したが、乱戦の末に張瓘の部下らはみな降伏し、張瓘と弟の張琚は自殺した。宋混は彼らの一族をみな処刑すると、張玄靚へ入見した。張玄靚は宋混を使持節・都督中外諸軍事・驃騎大将軍・酒泉侯に任じ、張瓘に代わって輔政を委ねた。

### 張天錫の権力掌握
宋混は輔政の任に就くと、涼王の称号を廃して涼州牧に戻すよう、張玄靚へ請願した。宋混は建興49年（361年）4月に病没し、その遺言により彼の弟の宋澄を領軍将軍に任じて輔政を委ねた。しかし同年9月、右司馬張邕は宋澄の専政を妬み、挙兵して宋澄を一族もろとも誅殺した。張玄靚は張邕を中護軍に任じ、叔父の張天錫を中領軍に任じ、両者に輔政を委ねた。
張邕は傲慢で自分勝手な人間として知られており、皇太后の馬氏と密通し、徒党を組んで政治を専断し、多くの人を処刑したので、国の人々はこれを嘆いた。これを受けた張玄靚の叔父の張天錫は、腹心である郭増・劉粛・趙白駒と共謀してクーデターにより張邕を自殺に追い込み、その一族郎党を全員誅殺した。張玄靚は張天錫を使持節・冠軍大将軍・都督中外諸軍事に任じ、輔政を委ねた。
12月、それまでの西晋からの引き継ぎであった建興49年の元号を改め、升平5年として東晋の年号を奉じた。東晋より詔が降り、張玄靚は大都督・隴右諸軍事・涼州刺史・護羌校尉・西平公となった。また、南州を改めて祁連郡とした。張玄靚の母であった郭氏は、張邕の死に伴う張天錫による朝政の専断を憎み、大臣の張欽らと共謀して張天錫の誅殺を目論んだ。しかしこの計画は事前に露見し、張欽らはみな誅殺された。張玄靚はこれにより己の身を案じ、君主の地位を張天錫へ譲ろうとしたが、張天錫は受けなかった。

### 最期
同月、右将軍劉粛らは議して、張玄靚が幼沖であり国家は多難である事から、長君が立つべきであると述べ、張天錫へ自立を勧めた。張天錫はこれに同意し、劉粛らに兵を与えて夜のうちに入宮させると、張玄靚を殺害させた。その後、張天錫は張玄靚が急死したと宣言し、張天錫自らが即位した。張玄靚は平陵に葬られ、沖公と諡された。享年14、在位9年であった。東晋の孝武帝より敬悼公と諡された。

## 怪異譚
- 建興45年（357年）5月、東苑にある丘で突然地面が陥没し、沢となった。また、数丈に渡って火事が発生した。6月、大風が起こり、雷鳴が轟き、辺りが暗闇に包まれた。宮中では水害が発生し、深さ4尺にも及んだ。執法御史杜逸は張瓘へ「こられの変はみなただ事ではありません。お祓いをすべきです」と勧めた。
- 建興47年（359年）6月、大雨が降り、雷鳴が轟き、辺りが暗闇に包まれた。平地では水害により水深6尺に達し、宮中でも4尺に達した。

## 宗室

### 父母
- 祖父：張駿
- 祖母：馬氏
- 父：張重華

### 兄弟
- 兄：張耀霊

### 伯父・叔父
- 伯父：張祚
- 叔父：張天錫

## 年号
元号は当初は西晋のものである建興を使用していたが、361年から東晋の元号である升平を用いた。
1. 建興：355年 - 361年
2. 升平：361年 - 363年